# Drzwi płockie

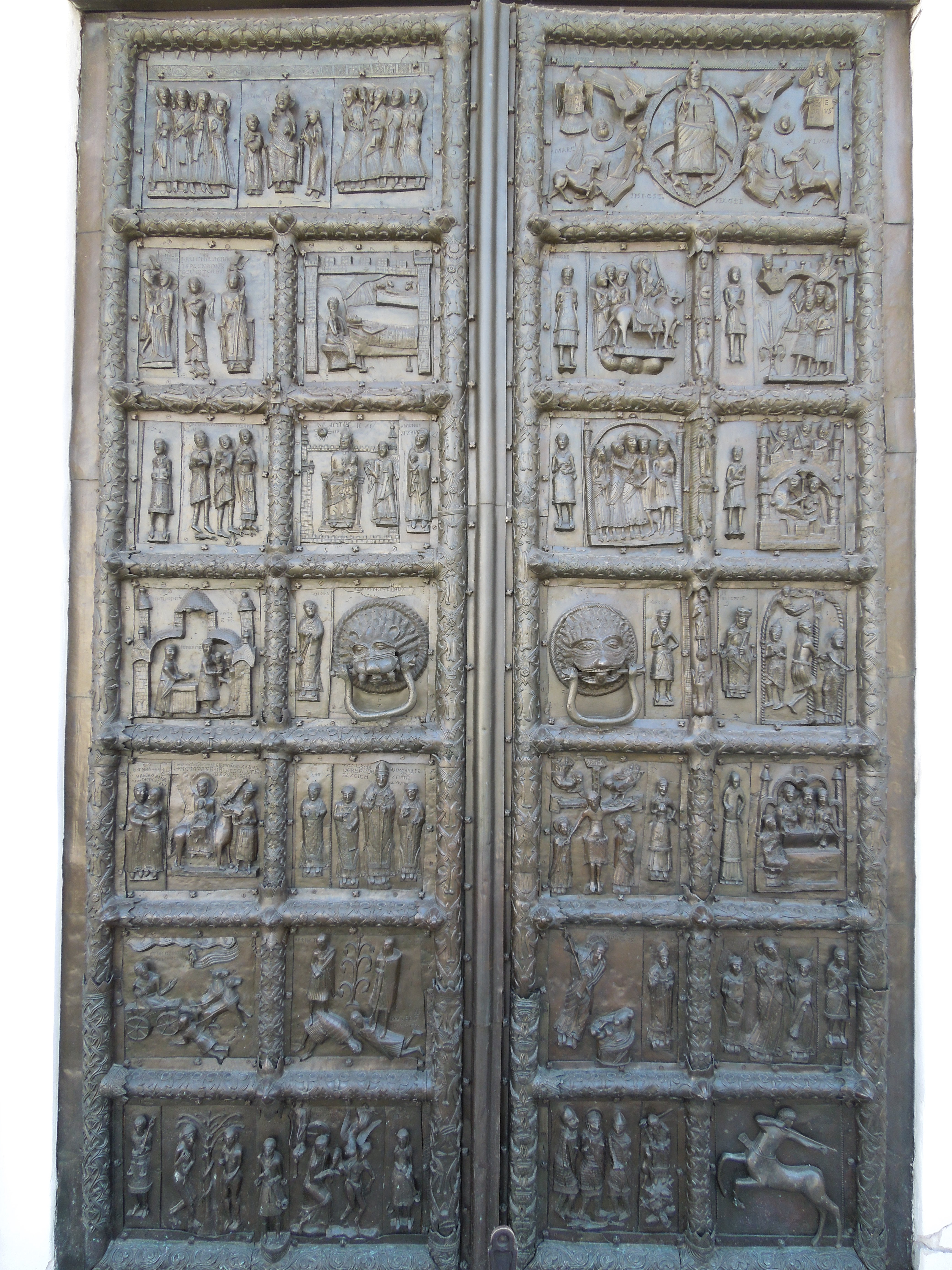
Oryginalne drzwi płockie w Nowogrodzie

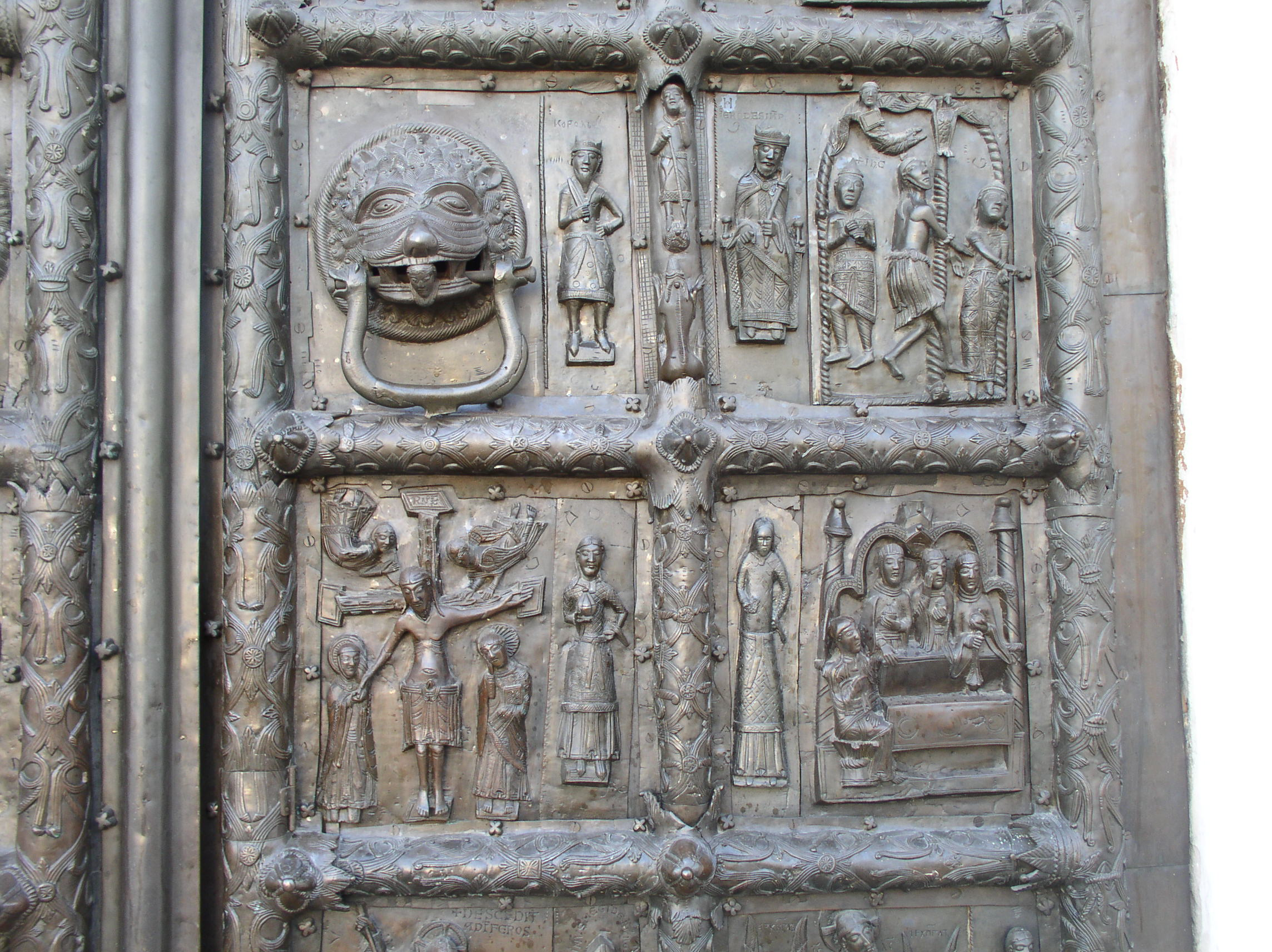
Fragment oryginalnych drzwi

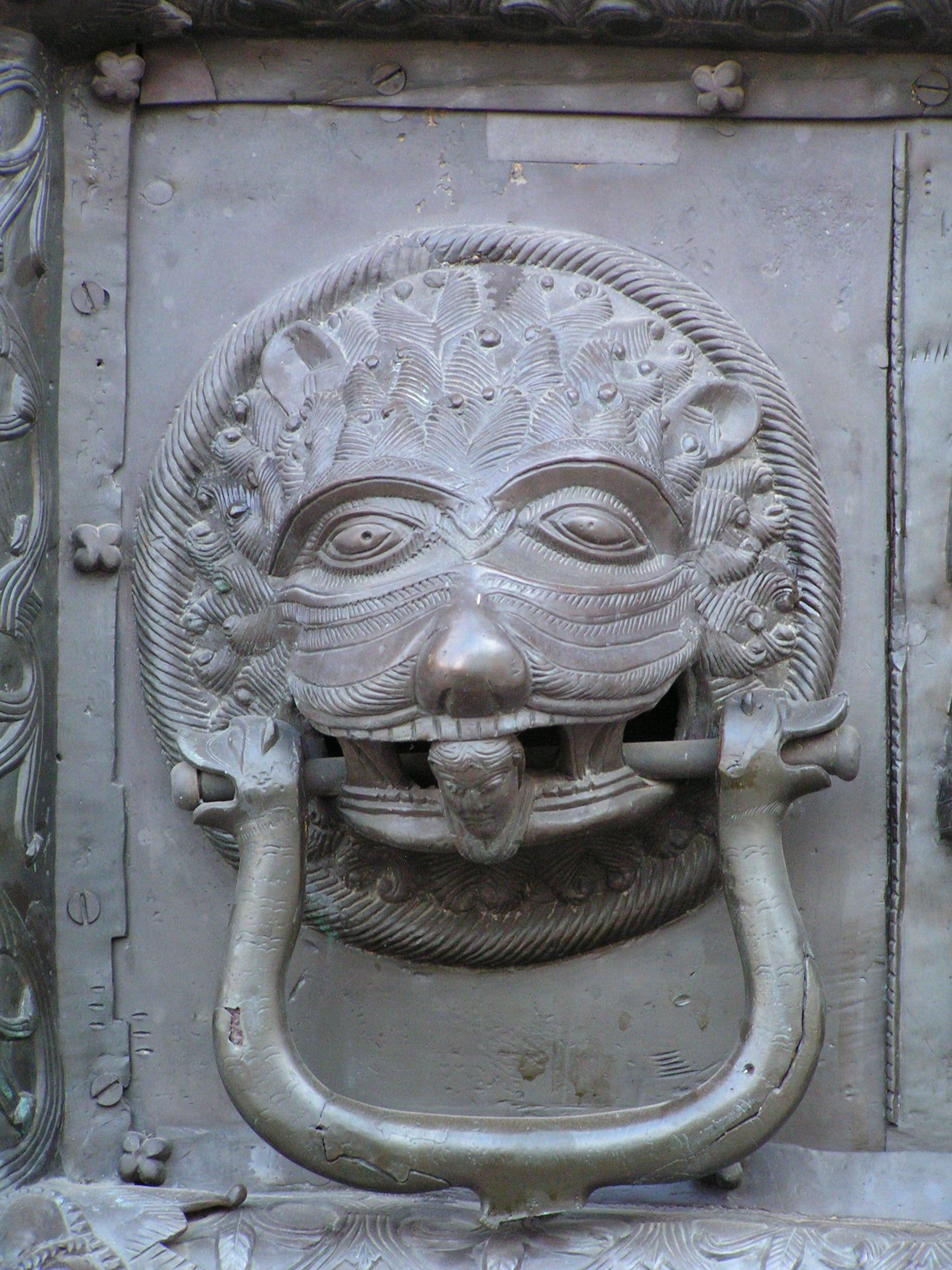
Fragment oryginalnych drzwi

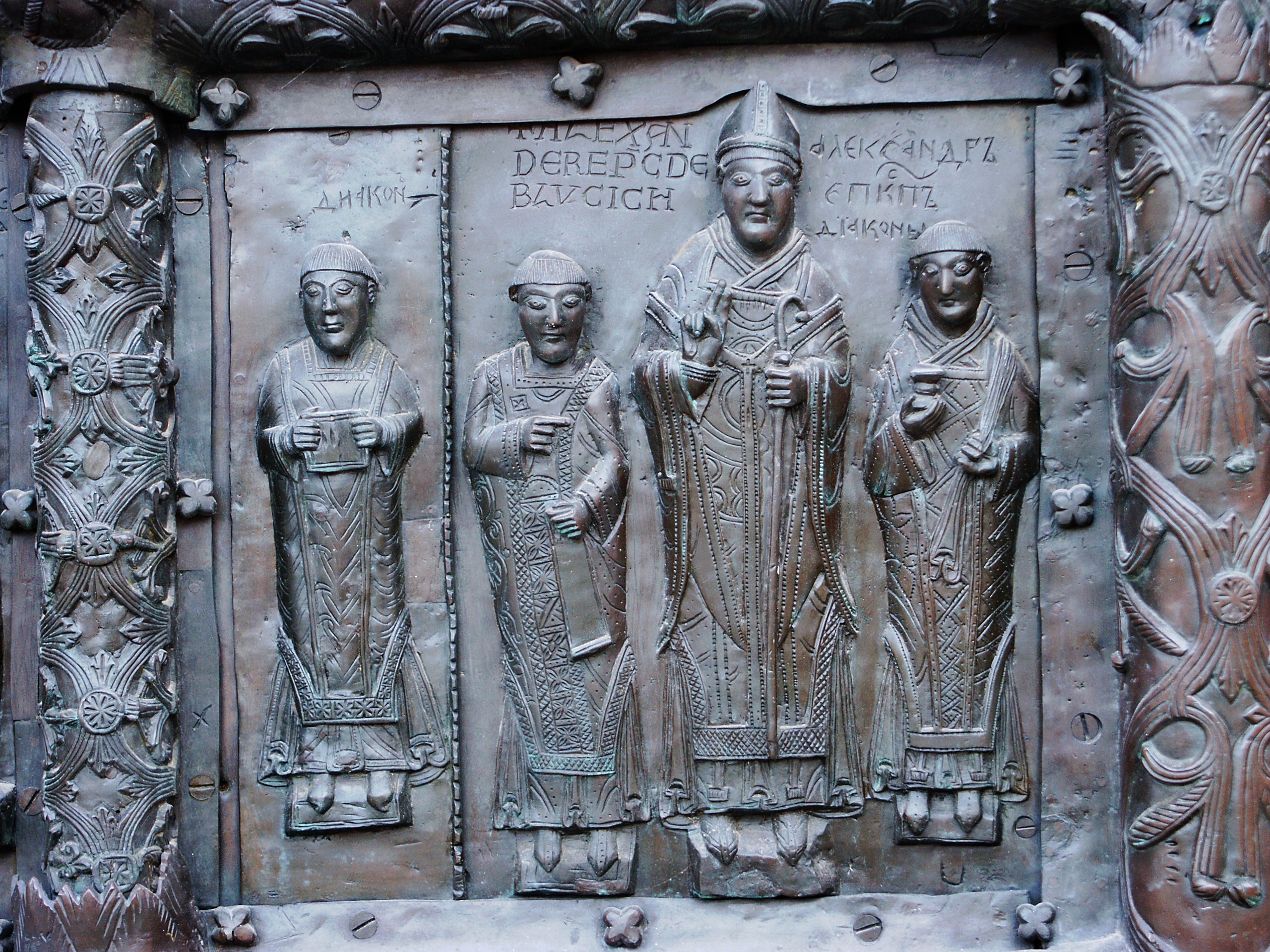
Biskup Aleksander (pośrodku) z diakonami, fragment oryginalnych drzwi

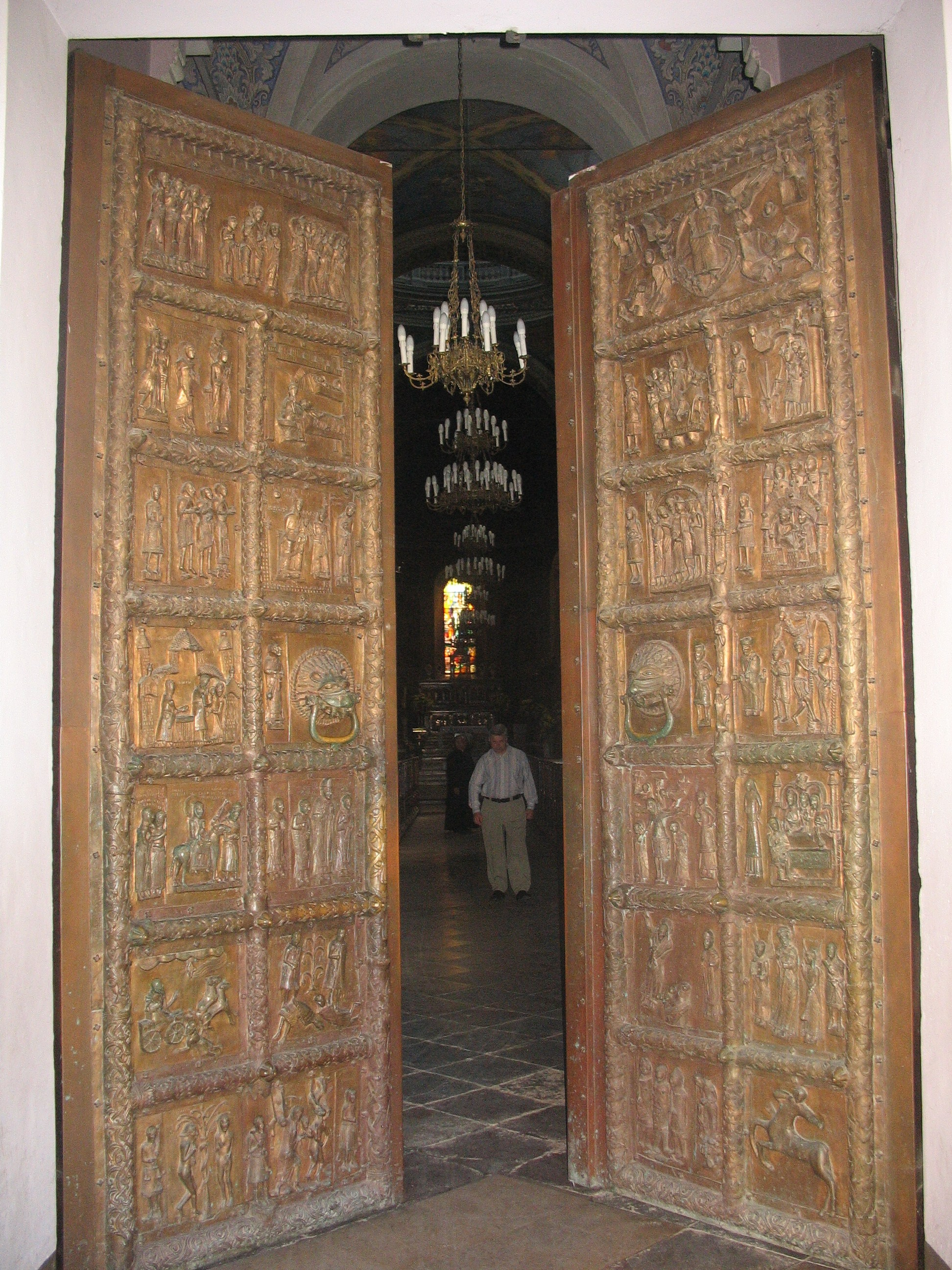
Kopia drzwi z Płocka

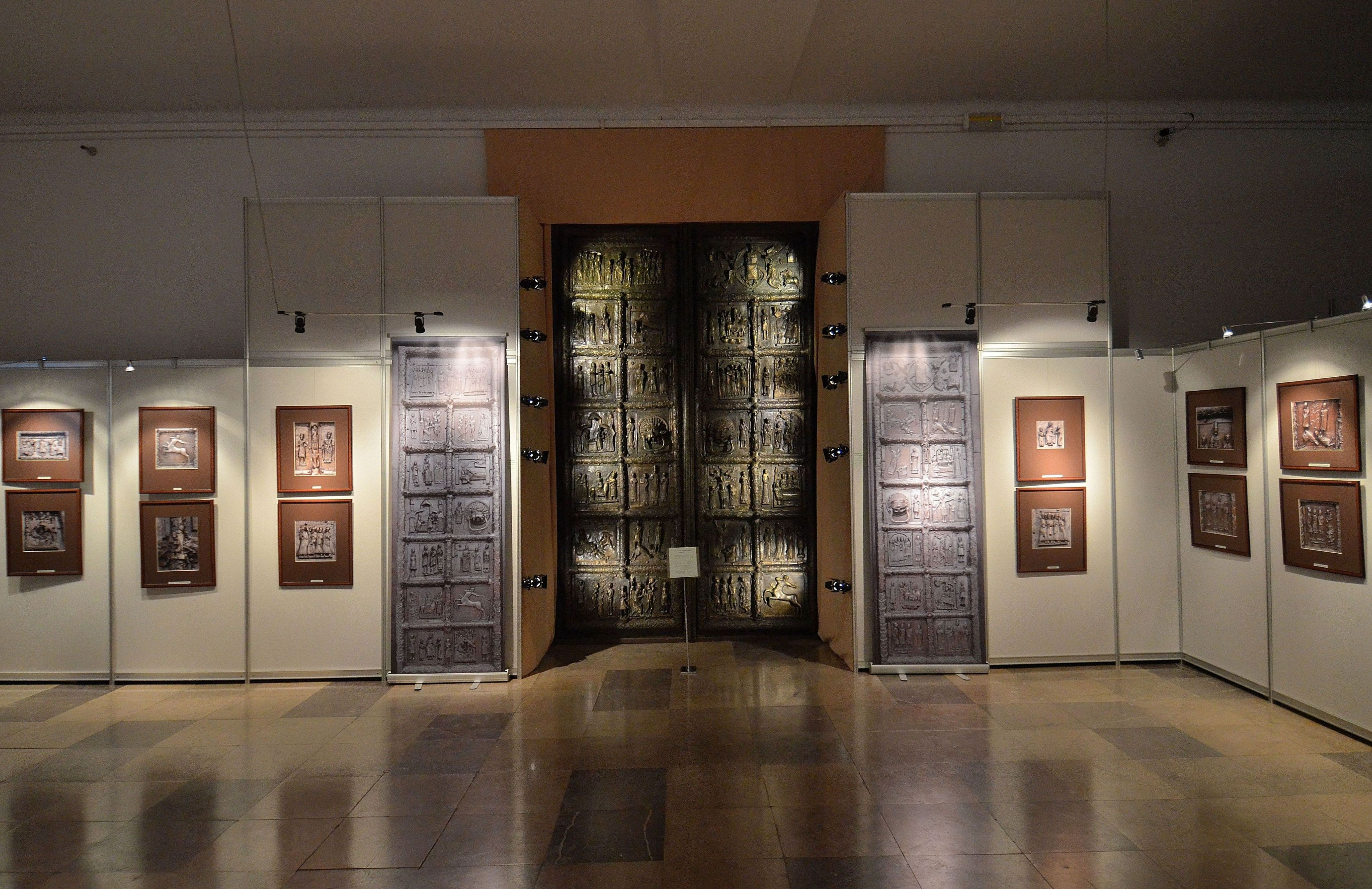
Kopia drzwi prezentowana na wystawie w Państwowym Muzeum Archeologicznym w Warszawie

Drzwi Płockie, inaczej Drzwi Magdeburskie, Korsuńskie lub Sigtuńskie (ros. Магдебургские врата) – brązowe drzwi znajdujące się niegdyś w bazylice katedralnej Wniebowzięcia Najświętszej Maryi Panny w Płocku. Zabytek sztuki romańskiej. Obecnie oryginalne drzwi znajdują się w zachodnim portalu soboru św. Sofii w Nowogrodzie Wielkim w Rosji, zaś w katedrze w Płocku od roku 1982 znajduje się ich odlew (kopia).
Drzwi powstały w połowie XII wieku w Magdeburgu z przeznaczeniem dla nowo wzniesionej w latach 1130–1144 katedry płockiej. Drzwi zostały odlane w Magdeburgu w latach 1152–1154 na zamówienie ówczesnego biskupa płockiego Aleksandra z Malonne (fundatora romańskiej katedry płockiej), prawdopodobnie za pośrednictwem arcybiskupa magdeburskiego Wichmana. Okoliczności fundacji nie są bliżej wyjaśnione. Wykonał je niejaki Riquinus wraz z przypuszczalnym pomocnikiem Waismuthem. Drzwi przeznaczone były do głównego wejścia do katedry.

## Historia Drzwi Płockich i powstanie ich kopii
Z dotychczasowych badań wynika, że Drzwi były w Płocku prawdopodobnie przez około 250 lat, a następnie ozdobiły sobór św. Sofii (Mądrości Bożej) w Nowogrodzie Wielkim na Rusi. Nie wiadomo, jak Drzwi znalazły się w Nowogrodzie. Według XV-wiecznej legendy przywiózł je z Bizancjum książę Włodzimierz Wielki poprzez Korsuń na Krymie (stąd nazwa drzwi korsuńskie), co jednak nie jest możliwe. 
Według niektórych hipotez historycznych drzwi miały być zrabowane w XIII w. przez Litwinów podczas ich wyprawy na Mazowsze. Inni badacze historii twierdzą, że zostały przekazane jako dar duchowieństwa polskiego bądź książąt płockich dla księcia nowogrodzkiego, Lingwena Olgierdowicza, brata Władysława II Jagiełły. Według jednych źródeł trafiły do Nowogrodu już w 1170 – wkrótce po wykonaniu, według innych przed połową XV wieku. Według wersji, jaką ogłosił w 1823 r. Friedrich von Adelung, Drzwi są militarnym trofeum Nowogrodzian (ściślej Karelów, Estończyków, Iżorów i północnych Rusinów), którzy zdobyli je w 1187 r. podczas wyprawy do ówczesnej stolicy Szwecji Sigtuny (stąd XIX-wieczna nazwa drzwi sigtuńskie).
W Nowogrodzie ponownie je zmontowano, umieszczając w nieprawidłowej kolejności niektóre sceny. W Rosji pozostają do dziś, a w Płocku znajduje się ich XX-wieczna kopia, przekazana i poświęcona w 1982 roku.
Przed wybuchem II wojny światowej naukowcy postulowali, aby polski rząd podjął się próby wykupienia Drzwi Płockich. W 1962 prof. Aleksander Gieysztor na jednej z sesji naukowej zgłosił postulat wykonania z brązu kopii Drzwi, jednakże ówczesne władze państwowe (okres Gomułki) nie były zainteresowane tą sprawą. Początkowo kopia została wykonana z kompozycji żywicy epoksydowej, a w drugiej połowie lat 70. władze Płocka postanowiły, że wykonana zostanie kopia z brązu, która na stałe zostanie zawieszona w katedrze płockiej. Prace nad odlewem trwały trzy lata. Ważąca ponad 2 tony brązowa kopia Drzwi Płockich została zawieszona w portalu katedry 23 listopada 1981, a 28 lutego 1982 nastąpiło uroczyste przekazanie i poświęcenie jej przez prymasa Polski abpa Józefa Glempa.

## Opis
Poszczególne części oryginalnych drzwi odlano z brązu osobno i przybito do drewnianych drzwi, co prawdopodobnie jest przyczyną zaburzenia pierwotnie przewidzianej kolejności. Płyty z przedstawieniami figuralnymi przedzielone są masywną bordiurą. Wykonano je z brązu, składały się z 24 kwater kwadratowych i 2 prostokątnych (kwatery o podwójnej szerokości wieńczące oba skrzydła drzwi), odlanych oddzielnie i zamocowanych na drewnianych dębowych ramach. Poszczególne kwatery są oddzielone wypukłymi listwami, ozdobionymi ornamentem roślinnym, który w górnej części pionowej listwy zastępują zbrojne postacie triumfując nad bestiami.
Reliefy przedstawiają cykl Zbawienia począwszy od sceny zbawienia pierwszego człowieka, aż po Chrystusa tronującego jako Sędzia w otoczeniu symboli ewangelistów. Olbrzymia część scen odnosi się do dzieciństwa Zbawiciela i jego pasji. Niezależnie od tego, pośród reliefów drzwi znajdują się też reminiscencje innych cyklów. Umieszczenie proroka Eliasza w wozie ognistym jest przypomnieniem równoległych wydarzeń Starego i Nowego Testamentu. W tym kontekście wóz Eliasza jest prefiguracją Wniebowstąpienia, choć umieszczoną w niewłaściwym miejscu.
Kwatera z dwiema postaciami ciężkozbrojnych wojowników, u których stóp leżą pokonani wrogowie, także odziani w zbroje, byłaby trudna do odczytania, gdyby nie inskrypcja obok jednej z nich, określająca ją jako Ubóstwo. Jest to przedstawienie triumfu cnót nad przywarami (motyw psychomachii). Do tej samej tematyki mogą się odnosić wspomniane już figurki rycerzy na obramieniu prawego skrzydła, walczący z bestiami. Występują też przedstawienia nawiązujące do Składu Apostolskiego i wśród nich znajdują się m.in. Maiestas Domini (współgra z motywem zwycięstwa nad złem), gdzie Chrystus depcze bestie i nawet towarzyszący mu anioł ma pod stopami skrzydlatego potwora, co jest dość niezwyczajnym rysem ikonograficznym.
Kołatki osadzone w połowie wysokości skrzydeł przy wewnętrznej krawędzi, mają formę nieco uchylonych lwich paszcz, z których wystają główki ludzkie.
Inny wątek ukazano w „portrecie” biskupa Aleksandra w szatach liturgicznych, górującego nad innymi, wraz z dwoma diakonami, Weichmanna oraz autorów drzwi. W pierwotnym kontekście znajdował się on zapewne w pobliżu grupy trzech zbrojnych. Środkowy spośród nich, z nimbem, depczący smoka, to zapewne św. Maurycy. Jak się przypuszcza, szczególny patron diecezji magdeburskiej.

### Opis stylistyczny
Kompozycja przedstawień jest masywna i statyczna. Widoczne są konwencjonalizm i ozdobność, przejawiająca się w rytowanych zdobieniach i bordiurze. Postacie są statyczne i podporządkowane symetrycznie do pionowych osi kompozycji, starając się unikać wszelkich skrótów i przecięć. Na abstrakcyjnym tle rysują się wypukłe figury jako zbita masa. Płytkie równolegle fałdy zasnuwają ryte i puncowane na gotowym odlewie ornamenty sugerując wzorzystość jedwabnych i haftowanych szat. Wielkie głowy, bez szyi ożywia schematyczna mimika. Uniesione kąciki ust Chrystusa siedzącego na tęczy oznaczają łaskawość, opuszczone u kobiet stojących nad grobem – smutek. Wyłupiaste oczy, wyodrębnione znad pucołowatych policzków, nadają ich twarzom charakter niepokojący. Anioły kształtowane są niezgrabnie. Posiadają sztywne skrzydła i spadają ślizgowym lotem ku miejscu swej interwencji. Reliefom brak wykończenia szczegółu. Rysunek miejscami jest niedbały i uderza zwłaszcza w opracowaniu dłoni.

## Powiązania z innymi dziełami
Zygmunt Świechowski dopatruje się różnorodnych powiązań, znajdując analogie m.in. z drzwiami w kościele św. Zenona (San Zeno) w Weronie (układ kompozycyjny, zastosowanie podobnej ramy i intensywność plastyki modelunku) albo drzwiami augsburskimi. Pomimo licznych opracowań, drzwi nadal budzą wiele wątpliwości.